# ویکلی یانگ جامپ
ویکلی یانگ جامپ (ژاپنی: 週刊ヤングジャンプ هپبورن: Shūkan Yangu Janpu) نام یک هفته‌نامه سینن مانگای ژاپنی است که نخستین شماره آن در سال ۱۹۷۹ به چاپ رسید. این مجله توسط شوئیشا در زیر سطر مجلات جامپ انتشار می‌یابد. مجموعه مانگاهای تشکیل دهندهٔ این مجلات اغلب مخاطبان مرد بالغ را هدف قرار می‌دهد که تمایل بیشتری به ویژگی‌هایی همچون خشونت بالا، موضوعات هنر هنجارشکن و مقداری منصفانه از مسائل جنسی، اچی و قمار دارند. ستاد مرکزی این مجله واقع در توکیو، ژاپن است.

## برخی از مجموعه‌های مانگا
- اوشی نو کو
- ترا فورمارس
- توکیو غول
- ترانه پریان
- کاگویا-ساما: عشق جنگ است
- کینگدام
- گانتز
- زتمن
- تنها چیزی که نیاز داری کشتن است
- روزن میدن
- کاپیتان سوباسا